# Hermann Hreiðarsson
Hermann Hreiðarsson (ur. 11 lipca 1974 w Reykjavíku) – islandzki piłkarz, obrońca, występujący na co dzień w klubie Vestmannaeyja. Wcześniej grał w takich klubach jak: Crystal Palace, Brentford, Wimbledon, Ipswich Town, Charlton Athletic, Portsmouth i Coventry City.
W reprezentacji Islandii rozegrał 89 meczów i strzelił 5 bramek.
Karierę reprezentacyjną zakończył w 2011 roku.

## Sukcesy
- Piłkarz roku w Islandii: 2007